# Arisaka Nariakira
Arisaka Nariakira est un nom japonais traditionnel ; le nom de famille (ou le nom d'école), Arisaka, précède donc le prénom (ou le nom d'artiste).
Le baron Arisaka Nariakira (有坂 成章, Arisaka Nariakira) (5 avril 1852 - 12 janvier 1915) est un général de l'armée impériale japonaise qui est l'un des plus importants concepteurs d'armes du Japon, au même titre que Kijirō Nambu. Il est notamment le développeur des fusils Arisaka (en).

## Biographie
Né dans l'actuelle préfecture de Yamaguchi, Arisaka est le quatrième fils d'un samouraï servant le domaine de Chōshū. À l'âge de onze ans, il est adopté par Arisaka Nagayoshi, un fabricant d'armes à feu, dont il prend le nom de famille. Après la restauration de Meiji de 1868, il s'enrôle dans la nouvelle armée impériale japonaise. En 1891, il attire l'attention du général Murata Tsuneyoshi, concepteur du fusil Murata (en), l'arme standard de l'armée japonaise, et est affecté à l'arsenal de Tokyo. 
En 1897, Arisaka termine son travail sur le fusil Arisaka Type 30 (en), une amélioration du fusil Murata, qui devient le standard de l'armée japonaise à partir de la révolte des Boxers. En 1898, il termine également son travail sur le canon de montagne Type 31 75 mm et son nom devient connu dans le milieu de l'artillerie et des armes de petit calibre. Ses premières conceptions ne sont cependant pas très bien accueillies par les soldats. Le fusil Type 30, par exemple, est considéré comme trop peu puissant et manquant de létalité. Les canons Type 31 souffrent quant à eux d'une précision médiocre et de mauvais dispositifs contre le recul.
En 1903, Arisaka est nommé à la tête du bureau technique de l'armée. Il dirige un comité chargé d'améliorer les anciens modèles d'arme, dont le fusil Type 30. Le concepteur en chef du projet est le capitaine Kijirō Nambu, qui sera plus tard reconnu pour ses propres conceptions. Le fruit de ce projet est le fusil Arisaka Type 38, connu sous le simple nom de « fusil Arisaka », qui apparaît sur le champ de bataille juste à temps pour servir dans la guerre russo-japonaise de 1904-05. Sa robustesse plaît aux soldats, bien que la question de son petit calibre sera plus tard abordée. Le fusil Type 38 et ses différentes versions seront utilisés par l'armée japonaise jusqu'à la fin de la Seconde Guerre mondiale.
Durant la guerre russo-japonaise, Arisaka continue de travailler sur des améliorations et des modifications d'armes, et sur demande du chef d'État-major Yamagata Aritomo, il se penche également sur des armes de siège de plus gros calibre et des canons de forteresse. En 1906, il est décoré de l'ordre du Milan d'or (2e classe) et est promu Général de division. En 1907, il reçoit le titre de baron (danshaku) selon le système de noblesse kazoku. En 1910, il est décoré de l'ordre du Trésor sacré (1re classe).
Arisaka meurt en 1915. Sa tombe se trouve au cimetière de Yanaka à Tokyo.